# Tirreno–Adriatico 2006
Das 41. Radrennen Tirreno–Adriatico fand vom 8. bis 14. März 2005 statt. Es wurde in sieben Etappen über eine Distanz von 1.090 Kilometern ausgetragen.
Neben den 20 teilnehmenden UCI ProTeams erhielten die Mannschaften Naturino-Sapore di Mare, Acqua e Sapone, Team Barloworld, Ceramiche Panaria und Team L.P.R. eine Wildcard.

## Etappen
| Etappe    | Tag      | Start – Ziel                           | km       | Etappensieger        | Gelbes Trikot |
| --------- | -------- | -------------------------------------- | -------- | -------------------- | ------------- |
| 1. Etappe | 8. März  | Tivoli – Tivoli                        | 167      | Paolo Bettini        | Paolo Bettini |
| 2. Etappe | 9. März  | Tivoli – Frascati                      | 171      | Paolo Bettini        | Paolo Bettini |
| 3. Etappe | 10. März | Avezzano – Paglieta                    | 183      | Óscar Freire         | Óscar Freire  |
| 4. Etappe | 11. März | Paglieta – Civitanova Marche           | 219      | Thor Hushovd         | Óscar Freire  |
| 5. Etappe | 12. März | Servigliano – Servigliano              | 20 (EZF) | Fabian Cancellara    | Thomas Dekker |
| 6. Etappe | 13. März | San Benedetto del Tronto – San Giacomo | 164      | Leonardo Bertagnolli | Thomas Dekker |
| 7. Etappe | 14. März | Campli – San Benedetto Del Tronto      | 166      | Alessandro Petacchi  | Thomas Dekker |